# Kazališna družina Pinklec
Kazališna družina Pinklec osnovana je 6. ožujka 1987. godine u Čakovcu, od 2006. djeluje kao profesionalna kazališna družina.

## O kazališnoj družini
Od svojeg osnutka čine je srednjoškolci i studenti Visoke učiteljske škole u Čakovcu. U svojem radu, od samih početaka bavi se istraživačkim teatrom emitativnog modela, propitkujući korelacije komunikativnih kodova i simbola između gledatelja i izvođača, na iskustvima vodećih europskih i svjetskih autora i grupa, od kraja 70. ih do danas ( Robert Wilson, Jan Fabre, Pina Baush, Rosas, DV8, Kantor, Josef Nadj…). 
Paralelno, bavi se i lutkarstvom u svojim prestavama za djecu, gdje iskušava sve vrste i tehnike vođenja i izrade lutaka. 
Kazališna družina Pinklec članica je strukovnih udruga profesionalnih kazališta: UNIMA ( Svjetsko udruženje lutkara i lutkarskih kazališta ), ASSITEJ ( Svjetsko udruženje profesionalnih kazališta za djecu i mlade ), ITI ( Internacionalni kazališni institut pri UNESCO-u). 
Sudjeluje na svim relevantnim kazališnim festivalima: Eurokaz Zagreb, Brams Beograd, Dani satire Zagreb, Dani teatra mladih Mostar, PUF Pula, PIF Zagreb, Međunarodni festival djeteta Šibenik, Karantena Dubrovnik, Festival hrvatskog centra ASSITEJ Opatija, Metelkova Ljubljana, Multikulturni teden Maribor, SLUK Osijek, PUPET ART Rijeka. 
Suorganizira Susrete profesionalnih kazališta za djecu i mlade koji se održavaju u Čakovcu.
Dobitnik je Velike nagrade BRAMSa 1989. godine, Nagrade hrvatskog glumišta za najbolju lutkarsku predstavu ili predstavu za djecu i mladež 2010. godine te Zlatne plakete ”Grb grada Čakovca” 1997. godine. 
Kazališna družina Pinklec profesionalna je kazališna družina od 21.12.2006. godine i upisana je u Očevidnik profesionalnih kazališta pri Ministarstvu za kulturu RH pod rednim brojem 1. Broj upisnog lista KAZ – 011/1.
Umjetnički ravnatelj Kazališne družine Pinklec od njenog osnutka je Romano Bogdan.

## Predstave
- 1982. Ispovijest u delirijumu, R. Bogdan - redatelj: R.Bogdan
- 1983. Životinjska farma, G. Orwel - redatelj: R.Bogdan
- 1984. Posljednja Krapova vrpca, S. Belckett - redatelj: R.Bogdan
- 1985. Neobična priča, R. Bogdan – redatelj: R.Bogdan
- 1986. Neka predstava počne, R. Bogdan – redatelj: R.Bogdan
- 1987. Krokodil turist, J. Čunčić – redatelj: R.Bogdan
- 1987. Žutokapa, R. Pavlović  – redatelj: R.Bogdan
- 1987. Algazy & Grummer( Događaji na smetlištu), razni autori - redatelj: R.Bogdan
- 1987. Koji je pravi, D. J. Buzimski – redatelj: R.Bogdan
- 1988. Maska crvene smrti, E. A. Poe – redatelj: R.Bogdan
- 1988. Oh, kakav dan* – redatelj: R.Bogdan
- 1989. Ad oculum - redatelj: R.Bogdan
- 1989. Nuspjela podvala, Mladen Bjazić – redatelj: R.Bogdan
- 1990. Krvoskok, A. Artaud, Velika nagrada BRAMSA - redatelj: R.Bogdan
- 1990. Loptica hopsica, J. Malik – redatelj: R.Bogdan
- 1991. Hamlet, L. Bunuel - redatelj: R.Bogdan
- 1991. Nestašna Pulcinella – redatelj: R.Bogdan
- 1992. Postojani kositreni vojnik, H.C. Andersen - redatelj: R.Bogdan
- 1992. Gašpar u akciji – redatelj: R.Bogdan
- 1993. Prva velika Hrvatska izložba, R. Bogdan - redatelj: R.Bogdan
- 1993. Snjeguljica – redatelj: R.Bogdan
- 1994. Staza svaka vodi nas do Djeda Božičnjaka, V. Lisjak – redatelj: R.Bogdan
- 1995. Macbeth, W. Shakespeare - redatelj: R.Bogdan
- 1995. Snježna Kraljica, V. Stojsavljević – redatelj: R.Bogdan
- 1996. Podrumska priča – redatelj: R.Bogdan
- 1997. Gdje se sakrio NANAQUI?, A. Artaud - redatelj: R.Bogdan
- 1997. Sretni princ, O. Wilde – redatelj: R.Bogdan
- 1998. Kozmički žongleri, K. Mesaric - redatelj: R.Bogdan
- 1998. Pinokio, V. Stojsavljević – redatelj: R.Bogdan
- 1999. Čarolija – redatelj: R.Bogdan
- 2000. Neva Nevičica – redatelj: R.Bogdan
- 2001. Bagan, V. Stojsavljević – redatelj: R.Bogdan
- 2002. Romeo & Julieta, W. Shakespeare / E.G. Craig - redatelj: R.Bogdan
- 2002. Priče Tate Miša, A. Lobel – redatelj: R.Bogdan
- 2003. Događaj u mjestu Goga, S. Grum - redatelj: R.Bogdan
- 2003. Šuć-muć-priča, Z. Ladika – redatelj: R.Bogdan
- 2004. Osvajanje Meksika, A. Artaud - redatelj: R.Bogdan
- 2004. Bremenski svirači, prema priči braće Grimm – redatelj: R.Bogdan
- 2005. Heliogabal, A. Artaud - redatelj: R.Bogdan
- 2005. Veliki Nikola I Mali Nikola, prema priči H.C. Andersena – redatelj: R.Bogdan
- 2006. Kralj Gordogan, prema Radovanu Ivšiću - redatelj: R.Bogdan
- 2006. Pobuna igračaka, V. Lisjak – redatelj: R.Bogdan
- 2007. Vjerodostojni doživljaji sa psima,  I.Bakmaz - redatelj: R.Bogdan
- 2007. Kriva koza, prema braći Grimm–dječja/koprodukcija s Dramskim studijom Dada/redatelj: Davor Dokleja
- 2007. Vuk i tri praščića, prema priči braće Grimm – redatelj: R.Bogdan
- 2007. Mož i žena, Vesna Kosec – Torjanac, dječja / Redatelj: Dubravko Torjanac
- 2008. Periklo - prema W.Shakespeareu - redatelj: R.Bogdan
- 2008. Gašpar u akciji - R.Bogdan - redatelj: R.Bogdan
- 2008. Psima ulaz zabranjen - M.Rundek – koprodukcija s Dječjim kazalištem Dubrava Zagreb / Redateljica: Lana Bitenc
- 2008. Nikola Sedmi - V.Stojsavljević – koprodukcija HNK u Varaždinu, redatelj: R.Bogdan
- 2008. Vatroslav Grom – prema motivima Jody Bergsma napisao Igor Baksa – začinili Pinkleci
- 2009. Večeras se improvizira - L. Pirandello, Dramski studio Dada Kazališne družine Pinklec / Redatelj: Davor Dokleja
- 2009. Mali Čarobnjak – prema motivima Jody Bergsma napisao Igor Baksa – začinili Pinkleci
- 2009. Dječak Ivek i pas Cvilek – (prema motivima Đure Vilovića) Dramaturgija: Jelena Kovačić, režija: Anica Tomić
- 2009. Gašparova podvala – dječja
- 2010. Matilda – Roald Dahl – koprodukcija s Dječjim kazalištem Dubrava Zagreb / Redatelj: Oliver Frljić
- 2010. Ptičica – osmislili i dramatizirali Pinkleci / Redatelj: Romano Bogdan
- 2010. Svaki put i svaka staza vode nas do Djeda Mraza – Vinko Lisjak / Redatelj: Romano Bogdan
- 2011. Mi se Česi zime ne bojime – prema Sverak-Smoljak / Dramski studio Dada Kazališne družine Pinklec / Redatelj Davor Dokleja
- 2011. Tata lav i njegova sretna djeca – koprodukcija s Dječjim kazalištem Dubrava Zagreb / Redatelj: Paolo Tišljarić
- 2011. Klupica – Jelena Kovačić / Redatelj: Mario Kovač
- 2012. Oko pola jedan – autorski projekt Azre Ibrahimović, Brune Kontreca i Davora Dokleje / Redatelj: Davor Dokleja
- 2012. A tko si ti? – prema motivima priče Neposlušno mače, I. Bjeliševa / R. Bogdan / Redatelj: Romano Bogdan
- 2012. Šta? – I. Turković Krnjak / Dramski studio Dada Kazališne družine Pinklec / Redatelj: Davor Dokleja
- 2012. Snjeguljica mora umrijeti – koprodukcija s HNK Vž / R. Žulj / Redatelj: Miran Kurspahić
- 2012. Vjetropljus – A. Wendt / Dramski studio Dada Kazališne družine Pinklec / Redatelj: Davor Dokleja
- 2013. Kako je Ješko pobijedio prehladu - S. Pal / Dramski studio Dada Kazališne družine Pinklec / Redatelj: Davor Dokleja
- 2013. Kućni duhovi ili nevidljivi recept za sreću - Tamara Kučinović / u koprodukciji s Dječjim kazalištem Dubrava / Redatelj: Tamara Kučinović

## Ansambl
Bogdan, Romano - Umjetnički ravnatelj KD Pinklec
Baksa, Igor - glumac
Dokleja, Davor - glumac
Dokleja, Jelena - glumica
Horvat, Karolina - glumica
Jakšić, Mario - glumac
Kontrec, Bruno - glumac
Taradi, Neven - tehnika
Zelenbaba, Mario - tehnika

## Nagrade
- 2009. 12. Susret profesionalnih kazališta za djecu i mlade Hrvatskog centra Assitej

Posebna nagrada žirija za predstavu ‘Vatroslav Grom‘.
- 2010. Split – 3. festival hrvatske drame za djecu Mali Marulić

Nagrada za najbolju režiju (Anica Tomić) - Dječak Ivek i pas Cvilek
- 2010. 13. Susret profesionalnih kazališta za djecu i mlade Hrvatskog centra Assitej

Nagrada za najbolju predstavu, Nagrada za glumačko ostvarenje (Jelena Dokleja i Mario Jakšić), Nagrada za najbolju režiju (Anica Tomić) za predstavu Dječak Ivek i pas Cvilek
- 2010. 13. Susret profesionalnih kazališta za djecu i mlade Hrvatskog centra Assitej

Nagrada za najbolju scensku glazbu (Igor Baksa i instrumentalni sastav TRAGEDIJA) za predstavu Mali čarobnjak
- 2010. Zagreb – Nagrada hrvatskog glumišta 2010. Za najbolju lutkarsku predstavu ili predstavu za djecu i mladež

Dječak Ivek i pas Cvilek
- 2011. Beograd – Festival Pozorište Zvezdarište

1. nagrada dječjeg žirija za najbolju predstavu i Nagrada stručnog žirija za najbolju režiju (Oliver Frljić) za predstavu Matilda
- 2011. 14. Susret profesionalnih kazališta za djecu i mlade Hrvatskog centra Assitej

Nagrada za najbolju režiju (Oliver Frljić) i Nagrada za glumačko ostvarenje (Marija Kolb i Bruno Kontrec) za predstavu Matilda
- 2013. 24. SLUK u Osijeku - Nagrada za najbolju animaciju (Karolina Horvat)

## Vanjske poveznice
- Službene stranice  Arhivirana inačica izvorne stranice od 3. rujna 2010. (Wayback Machine)